# Ülby
Ülby (kaz.: Үлбі; ros.: Ульба, Ulba) – osiedle typu miejskiego w północno-wschodnim Kazachstanie, w obwodzie wschodniokazachstańskim, nad rzeką Ülby, pod administracją miasta Ridder. W 2009 roku liczyło ok. 5 tys. mieszkańców. Ośrodek przemysłu wydobywczego i drzewnego.